# 2454 Olaus Magnus
2454 Olaus Magnus је астероид главног астероидног појаса чија средња удаљеност од Сунца износи 2,251 астрономских јединица (АЈ).
Апсолутна магнитуда астероида је 13,5.